# مدیسون تانگ
مدیسون «مدی» تانگ (به انگلیسی: Madison "Maddy" Tung) افسر نیروی هوایی ایالات متحده آمریکا، کشتی‌گیر و رودس دانشمند است که اولین زنی بود که برای تیم مردان آکادمی نیروی هوایی ایالات متحده آمریکا کشتی گرفت.

## اوایل زندگی و کشتی
تانگ اصالتاً اهل سنتا مونیکا، کالیفرنیا است، جایی که برای دبیرستان سنتا مونیکا کشتی می‌گرفت و شش بار تمام آمریکایی بود. وی با مربیگری مارسی ون دوسن، المپیکی ۲۰۰۸، در پانزدهمین دوره مسابقات آزاد بانوان اتریش در سال ۲۰۱۳ با ۵۲ کیلوگرم مدال برنز تیم آمریکا را از آن خود کرد. در سال ۲۰۱۴، تانگ قهرمان ملی پوشان کشتی فرنگی سبک جوانان دختر ایالات متحده که در اوکلاهما سیتی در وزن ۱۱۷ پوند برگزار شد، قهرمان شد.
تانگ پس از دبیرستان در آکادمی نیروی هوایی ایالات متحده آمریکا کرد و در آنجا در رشته‌های ریاضیات و علوم انسانی تحصیل کرد و در رشته چینی تحصیل کرد. وی اولین کشتی‌گیر زن در کشتی فرنگی مردان آکادمی نیروی هوایی بود و در مرکز تمرینات المپیک ایالات متحده آمریکا مجاور به عنوان بخشی از تیم ملی آزاد زنان ۲۰۱۴ ایالات متحده آموزش دید. وی به عنوان یک محقق تمبر، یک دانشمند ترومن، و یک دانشمند رودز نامگذاری شد. در تاریخ ۳۰ مه ۲۰۱۹، تانگ به عنوان یک فارغ‌التحصیل ممتاز با یک لیسانس علوم فارغ‌التحصیل شد و به عنوان یک افسر فعال نیروی هوایی مأمور شد و توسط رئیس‌جمهور دونالد ترامپ در سخنرانی خود شناخته شد.

## زندگی شخصی
تانگ دارای مجوز خلبانی خصوصی است و دارای کمربند سیاه در هاپکیدو، یک ورزش رزمی کره‌ای است.